# یرویسه‌اوتو
یَرْویسِه‌اوتو زیرمجموعه‌ای از اوستروبوتنیای جنوبی و یکی ازناحیه‌ها در فنلاند از سال ۲۰۰۹ است.

## شهرداری‌ها
| نشان                | شهرداری             |
| ------------------- | ------------------- |
| Alajärven vaakuna   | آلایروی (شهر)       |
| Evijärven vaakuna   | ایوی‌یروی (شهرداری)  |
| Lappajärven vaakuna | لاپپایروی (شهرداری) |
| Soinin vaakuna      | سوئینی (شهرداری)    |
| Vimpelin vaakuna    | ویمپلی (شهرداری)    |